# Xã Sauk Rapids, Quận Benton, Minnesota
Xã Sauk Rapids (tiếng Anh: Sauk Rapids Township) là một xã thuộc quận Benton, tiểu bang Minnesota, Hoa Kỳ. Năm 2010, dân số của xã này là 584 người.